# Nalini Nadkarni
Nalini Nadkarni és una ecologista estatunidenca, professora de biologia i directora del Centre d’Educació de Ciències i Matemàtiques de la Universitat de Utah. Va ser pionera en l'estudi del dosser dels boscos tropicals de Costa Rica, utilitzant equip d'alpinisme per fer-ne l'ascens. Nadkarni va fer per primera vegada un inventari del dosser en el 1981, seguit de dos inventaris més en el 1984.

## Carrera
Nalini Nadkarni ha estat sempre interessada en la investigació acadèmica de papers ecològics on entren les plantes que viuen als boscos a múltiples escales espacials i temporals. També té gran interès en els efectes de la fragmentació dels boscos i el canvi climàtic en la biodiversitat i la funció dels ecosistemes.
Els llocs on treballa es troben a Monteverde, Costa Rica i a la Península Olympic de l'estat de Washington.
La científica compta amb l’ajuda i suport de la National Science Foundation, la National Geographic Society i la Mellon Foundation a la seva investigació. Ha estat pionera en tècniques per estudiar les plantes, els animals i els microbis que viuen als dossers de la selva tropical i temperada. Hi havia una gran abundància i varietat de vida vegetal malgrat el seu sòl pobre en nutrients. El seu objectiu era descobrir com es mantenia la vida vegetal.
Els seus estudis dins del dosser van revelar que els epífits, que són plantes no paràsites que viuen a les branques i els troncs d'altres plantes, estaven atrapant material orgànic sota el seu sistema radicular. Aquest material orgànic finalment va formar una estora rica en nutrients, i els arbres de la selva tropical havien desenvolupat arrels aèries, derivades dels seus troncs i branques, per absorbir també aquests nutrients. Les arrels aèries que creixen a les estores van ajudar els arbres de la selva tropical proporcionant l'aliment que no rebien del sòl pobre en nutrients.
Nadkarni i el seu treball a la selva tropical de Costa Rica van aparèixer a la sèrie de PBS de 1988, The Second Voyage of the Mimi, protagonitzada per un jove Ben Affleck. Manté un interès per la divulgació pública, i el seu treball es va destacar a la pàgina web de la National Science Foundation. És autora de Between Earth and Sky: Our Intimate Connections to Trees i ha impartit dues conferències TED (Conserving the Canopy and Life Science in Prison) sobre la conservació del dosser i les ciències de la vida a la presó. En total ha fet més de 25 conferències dotades arreu del món. No només això, sinó que també va escriure un text (pròleg i cites) per a un llibre per a joves exploradors titulat Kingfisher Voyages: Rain Forest, publicat el 2006. El seu treball ha inclòs el desenvolupament de tècniques de cultiu de molsa amb els presoners, així com la incorporació d'artistes, com el músic i biòleg G. Duke Brady, als dossers del bosc per escriure i actuar.

## Vida personal
Nalini Nadkarni va néixer el 13 d’octubre de 1954 a Maryland, Washington DC, Estats Units, i allà és on va passar tota la seva infància amb els seus quatre germans i germanes. Des de petita ja estava interessada per als arbres i tot el que els envolta, encara que ella no sabia que volia ser científica, ella només sabia que volia ajudar i protegir als arbres. Els seus pares mai la van pressionar perquè treballes d’alguna cosa en concret, sempre li van dir que treballes d’ allò que més l’apassionava, però que el que fes, que ho fes amb dedicació, igual que amb els seus germans i germanes.
Nalini va assistir a la Universitat de Brown, ja que en aquella època, aquesta universitat et permetia especialitzar-te en diversos camps d’estudi. Es va especialitzar en biologia i dansa moderna. Després de graduar-se, va treballar de biòloga de camp en Papua Nova Guinea, i després se’n va anar a París per practicar amb un grup de dansa. Al final es va centrar en la biologia, i va entrar a la Universitat de Washington, on va obtenir el seu Ph.D. Va ser membre de la facultad en The Evergreen State Collage durant 20 anys i, el 2011, es va unir a la Universitat de Utah com a professora de biologia i directora del Centre d'Educació Científica i Matemàtica.
Està casada amb el mirmecòleg Jack Longino, que també és professor a la Universitat de Utah. Tenen dos fills, August i Rikki.

## Treball comunitari
És una apassionada comunicadora de la natura i la ciència a persones de tots els àmbits de la vida. Ha col·laborat amb predicadors, responsables polítics i presos per portar la ciència i la natura a aquells que no hi tenen accés o no hi poden accedir. Per ella és difícil ensenyar a la presó, però diu que val la pena perquè així pot donar-li a les persones empresonades les oportunitats que no han tingut i ella sí. Vol ajudar de qualsevol manera, sigui ensenyant-los sobre ciència o simplement educant-los perquè així quan puguin sortir siguin capaços de tenir un treball. Ara treballa amb metges per trobar paral·lelismes entre la pertorbació i la recuperació del cos humà i dels ecosistemes naturals que estan subjectes a pertorbacions humanes.
Nadkarni ha creat programes per portar projectes de conservació a persones empresonades, demostrant que totes les persones poden contribuir a salvar i restaurar la biodiversitat.
La National Geographic Society dona suport als seus estudis sobre els efectes positius de la natura i les imatges de la natura en els empresonats, més recentment amb homes en aïllament. Ha publicat més de 130 articles i tres llibres. Amb el finançament d'una subvenció del National Geographic Conservation Trust, també ha creat col·laboracions creatives amb artistes, ballarins i músics per comunicar la bellesa i els valors de les selves tropicals en els seus esforços per conscienciar sobre la fragilitat dels ecosistemes forestals i la necessitat de preservar-los.
Va crear el programa d'"ambaixadors d'investigació" per capacitar als científics per involucrar al públic en llocs no tradicionals, com esglésies, preescolars, salons de tatuatges i estadis esportius. En 2005 va fundar el projecte de Sostenibilitat en les presons, que porta la ciència, els científics i la naturalesa als homes i dones empresonades. 

## Experiència professional
- 2015-present: Professora de Biologia, Universitat de Utah, Salt Lake City, UT
- 2011-2014: directora, Centre d'Educació de Ciència i Matemàtiques, Universitat de Utah, Salt Lake City, UT
- 1991-2011: membre de la facultat The Evergreen State College, Olympia, Washington DC
- 1989–91: directora d'investigació, The Marie Selby Botanical Gardens, Sarasota, Florida
- 1984–89: professora ajudant, Universitat de Califòrnia, Santa Bàrbara[5]

## Llibres
Nalini Nadkarni ha escrit i publicat llibres acadèmics:
- Between the Earth and Sky, publicat en 2002: Parla sobre les relacions entre els arbres i les persona, les seves investigacions i troballes.
- Voyages: Rain Forest, publicat en 2006: És un llibre adaptat per a nens, que va escriure amb Jinny Johnson. Parla sobre Nalini M. Nadkarni i el bosc. Està il·lustrat amb dibuixos i capes de fullatge per als nens.

## Premis
- Premi NAT, Museu de Ciències Naturals de Barcelona, 2021
- Union of Concerned Scientists “Inspiring Scientist”, 2019

- Distinguished Professor of Innovation and Impact, University of Utah, 2018

- Osher Fellowship, The Exploratorium, 2018

- Arts Summit Fellow, Kennedy Center for the Performing Arts, 2018

- WINGS Worldquest Women of Discovery Lifetime Achievement Award, 2018

- Ecological Society of America Fellow, 2016

- The William Julius Wilson Award for the Advancement of Social Justice, Washington State University, 2015

- TIME Magazine names Nadkarni’s bringing nature imagery to prisoners in solitary confinement as “One of the Best Inventions of 2014”

- Archie F. Carr Medal for Conservation, 2013

- Artist in Residency, Columbus College of Art and Design, 2012

- University of Utah Woman of Note, 2012

- American Association for the Advancement of Science Award for Public Engagement, 2011

- Monito del Giardino Prize for Environmental Action, Florence, Italy, 2011

- National Science Foundation Board Public Service Award, 2010

- Education Award, Washington Correctional Association Conference, 2010

- Evergreen State College Faculty Achievement Award, 2010

- Playboy Honor Roll (Top 20 most innovative college professors in the USA, Playboy Magazine) 2010

- Award for Canopy Ecology, 5th International Canopy Conference, 2009

- Distinguished Alumni Award, Univ. of Washington College of Forest Resources, 2008

- Grace Hopper Lifetime Achievement Award, 2007

- Visiting Scholar, Helen Whiteley Center, University of Washington, 2006, 2007

- Robert Hefner Endowed Lecture, Miami University, 2005

- Distinguished Visiting Professor, University of Miami, 2003-2004

- John Simon Guggenheim Fellowship, 2001–02

- Association for Tropical Biology, President, 2001–02

- Board Member, The Nature Conservancy, 1998–2001
- Stirling Morton Award, The National Arbor Day Foundation, 1997
- Council Member, Association for Tropical Biology, 1994–97
- Jessie B. Cox Chair in Tropical Ecology, Selby Gardens, 1989–91
- Margery Stoneman Douglas Endowed Lecture, 1989
- University Fellowship, University of Washington, 1979–82
- English-Speaking Union Travel Fellowship, 1982
- Northwest Science Association Scholarship, 1981[5]